# جيم مور (لاعب كرة قدم أسترالية)
جيم مور (بالإنجليزية: Jim Moore)‏ هو لاعب كرة قدم أسترالية أسترالي، ولد في 3 يونيو 1891 في Appin ‏ في أستراليا، وتوفي في 25 يناير 1987 في Camberwell, Victoria ‏ في أستراليا.

## وصلات خارجية
- جيم مور على موقع AustralianFootball.com (الإنجليزية)
- جيم مور على موقع AFLtables.com (الإنجليزية)